# Толедано, Эрик
Эрик Толедано (фр. Éric Toledano; 3 июля 1971, Париж, Франция) — французский режиссёр и сценарист.

## Карьера
Родился в 1971 году в Париже в еврейской семье, эмигрировавшей из Марокко. В кинематографе с 1995 года. Сотрудничает с режиссёром и сценаристом Оливье Накашем, за совместную работу с которым над фильмом «1+1» были номинированы на множество престижных премий, включая «Сезар» и BAFTA.

## Фильмография
- 1995 — Le jour et la nuit (короткометражный) (режиссёр, сценарист)
- 1999 — Les petits souliers (короткометражный) (режиссёр, сценарист)
- 2002 — Ces jours heureux (короткометражный) (режиссёр, сценарист)
- 2005 — Просто друзья / Je préfère qu'on reste amis... (режиссёр, сценарист)
- 2006 — Летний лагерь / Nos jours heureux (режиссёр, сценарист, актёр)
- 2009 — Так близко / Tellement proches (режиссёр, сценарист)
- 2011 — 1+1 / Intouchables (режиссёр, сценарист)
- 2014 — Самба / Samba (режиссёр, сценарист)
- 2017 — Праздничный переполох (режиссёр)

## Награды и номинации
Премия «Сезар»
- 2012 — Лучший фильм — «1+1» (номинация)
- 2012 — Лучшая режиссура — «1+1» (номинация)
- 2012 — Лучший оригинальный сценарий — «1+1» (номинация)

Премия Европейской киноакадемии
- 2012 — Лучший фильм — «1+1» (номинация)
- 2012 — Лучший сценарий — «1+1» (номинация)
- 2012 — Приз зрительских симпатий — «1+1» (номинация)
- 2015 — Приз зрительских симпатий — «Самба» (номинация)

Премия «Давид ди Донателло»
- 2012 — Лучший европейский фильм — «1+1» (награда)

Премия «Спутник»
- 2012 — Лучший оригинальный сценарий — «1+1» (номинация)

Премия «Люмьер»
- 2012 — Лучший фильм — «1+1» (номинация)

Премия BAFTA
- 2013 — Лучший не англоязычный фильм — «1+1» (номинация)

Премия «Гойя»
- 2013 — Лучший европейский фильм — «1+1» (награда)[5]